# Varietatea a doua
"Varietatea a doua" (titlu original Second Variety) este o povestire scrisă de Philip K. Dick, publicată pentru prima dată în mai 1953 în revista Space Science Fiction. Este una dintre multele povestiri ale lui Dick în care războiul nuclear a devastat suprafața Pământului, făcând-o nelocuibilă, un rug de cenușă, singurele lucruri rămase fiind roboții ucigași. Povestirea "Jon's World" (1954) revine la lumea din "Varietatea a doua".

## Intriga
"Varietatea a doua" prezintă urmările războiului nuclear dintre Uniunea Sovietică (denumită uneori Rusia) și Națiunile Unite. Primele victorii sovietice au forțat guvernul și producția Națiunilor Unite să se mute pe o bază lunară, lăsând în urmă majoritatea trupelor. Pentru a împiedica aproape completa victorie sovietică, tehnicienii Națiunilor Unite au produs roboți porecliți clești - modelele de bază sunt "o sferă amestecată de lame și metal" care își atacă victimele neatente "învârtindu-se, târându-se, scuturându-se din cenușă și atacând . . . [orice trup cald]." Forțele Națiunilor Unite sunt protejate de clești printr-un dispozitiv care emite o radiație specială. În șase ani, sofisticații și independenții clești au distrus forțele sovietice, reparându-se și reproiectându-se în fabrici automate subterane, care funcționează fără supraveghere umană.
Forțele Națiunilor Unite primesc un mesaj de la sovietici, în care li se cere ca un ofițer de nivel înalt să vină la ei pentru o conferință extrem de urgentă. Victoria Națiunilor Unite a costat mai mult decât se aștepta, iar maiorul Joseph Hendricks este trimis să negocieze cu sovieticii. În drum spre locul întâlnirii dă peste un băiețel pe nume "David" care dorește să îl însoțescă. În apropierea buncărului sovietic soldații îl ucid pe băiat, care se dovedește a fi un robot. Programul de dezvoltare al cleștilor a produs roboți sofisticați identici oamenilor, pentru a se putea infiltra și ucide. Cei trei sovietici întâlniți de maiorul Hendricks — Klaus, Rudi și Tasso — îi povestesc cum întreaga armată sovietică și structura ei de comandă a colapsat măcelărită de noii roboți.
Din rămășițele metalice recuperate sunt identificate două varietăți: I-V, un soldat rănit și III-V, David. Varietatea II-V - "varietatea a doua" - rămâne necunoscută. Diferitele modele sunt produse independent unele de altele, în fabrici diferite. Sovieticii dezvăluie că dispozitivele de protecție ale Națiunilor Unite sunt ineficiente împotriva noilor roboți. Hendricks vrea să transmită avertismentul către superiorii săi, dar nu reușește.
În timpul nopții, Klaus ajunge să creadă că Rudi este II-IV și îl ucide. Dimineața, Hendricks și ceilalți doi soldați sovietici revin la liniile Națiunilor Unite. Când ajung la buncăr, descoperă că e atacat de modele de roboți David și Soldatul rănit, pe care Tasso le distruge cu o puternică grenadă de mână. Hendricks și Tasso fug, lăsându-l pe Klaus în mâinile cleștilor de tip vechi. Klaus le supraviețuiește și îi distruge, revenind la ceilalți. Dar Tasso îl ucide, considerând că e un robot II-V.
Hendricks, cu un braț rănit și cu răni interne, speră să poată fugi la baza lunară. Împreună cu Tasso caută o navetă de salvare, care se dovedește a avea un singur loc. Hendrick vrea să plece, dar Tasso îi ia locul, convingându-l că va trimite ajutoare. În starea în care se află, el nu are de ales decât să accepte, dându-i lui Tasso codul necesar pentru a găsi baza lunară.
Singur și înarmat doar cu pistolul lui Tasso, Hendricks revine la rămășițele lui Klaus, descoperind că nu era un robot II-V, ci IV-V. În acel moment este atacat de un grup de roboți care includ Davizi, Soldați răniți și Tasso, care sunt adevărații II-V. Hendricks își dă seama că a condamnat baza lunară la pieire trimițând robotul acolo și că nu poate face față roboților care îl atacă. Pe măsură ce se apropie modelele Tasso, Hendricks vede bombele prinse de centurile lor, amintindu-și că prima Tasso a folosit una pentru a distruge alți clești. Înainte de a muri, Hendricks este oarecum consolat de gândul  cleștilor care proiectează, dezvoltă și produc arme menite să ucidă alți clești.

## Analiză critică
Dick spunea despre această povestire: "Tema mea principală - cine e om și cine se dă drept om? - este dezvoltată din plin. În afara situației în care putem fi siguri, individual și colectiv, de răspunsul la această întrebare, suntem puși în fața celei mai serioase probleme posibile. Dacă nu îi putem răspunde în mod adecvat, nu putem fi siguri de noi înșine. Nu mă pot cunoaște pe mine, ce să mai vorbesc despre tine. Așa că mă ocup în continuare de această temă; pentru mine nu există o întrebare mai importantă. Iar răspunsul vine foarte greu".
În recenzia făcută povestirii, criticul Zack Handlen scria: "'Varietatea a doua' este cumplită, violentă și plină de suspans. Caracterizările sunt suficiente ca să delimiteze personajele, dar atât. În timp ce majoritatea întorsăturilor de situație sunt ușor de detectat odată ce ai descoperit intriga - situația 'Ești sau nu mașină' - ele au în continuare impact, iar Dick își face cunoscut punctul de vedere foate limpede. Ceea ce nu se poate spune despre majoritatea operelor sale - ['Varietatea a doua'] este cea mai "caldă" poveste pe care am citit-o. Există suficiente incertitudini ca să știi că e Dick; problema identității apare mereu, iar delimitarea între băieții buni și băieții răi este destul de incertă la sfârșit. Dar firul acțiunii curge logic și există o evoluție de la un punct A către un B, apoi către un punct C, pe care o poți urmări fără mari bătăi de cap".
El a remarcat și asemănările dintre "Varietatea a doua" și filmele Terminator, scriind: "Când cleștii încep să se modifice, noile modele iau formă umană din motive similare celor pentru care a fost creat prototipul T-800".

## Adaptări
În 1995 a fost lansat filmul canadian Screamers, cu Peter Weller, care urmează destul de fidel intriga din "Varietatea a doua". A fost criticat pentru asemănarea cu filmul Alien, pentru finalul ușor, pozitiv și pentru bugetul mic folosit, dar a fost apreciat de mulți critici de film canadieni, fiind nominalizat la trei premii Genie. Continuarea Screamers: The Hunting a fost lansată în 2009.